# Yoshikawa

Yoshikawa (吉川市 Yoshikawa-shi?) este un municipiu din Japonia, prefectura Saitama.